# Mimi Jristova
Mimi Nikolova Jristova (en búlgaro: Мими Николова Христова; Vratsa, 19 de julio de 1993) es una deportista búlgara que compite en lucha libre.
Ganó una medalla de bronce en el Campeonato Mundial de Lucha de 2023 y seis medallas en el Campeonato Europeo de Lucha entre los años 2014 y 2024. En los Juegos Europeos de Minsk 2019 obtuvo una medalla de plata en la categoría de 57 kg.

## Palmarés internacional
| Campeonato Mundial | Campeonato Mundial  | Campeonato Mundial | Campeonato Mundial |
| Año                | Lugar               | Medalla            | Categoría          |
| ------------------ | ------------------- | ------------------ | ------------------ |
| 2023               | Belgrado (Serbia)   | Medalla de bronce  | 65 kg              |
| Juegos Europeos    |                     |                    |                    |
| Año                | Lugar               | Medalla            | Categoría          |
| 2019               | Minsk (Bielorrusia) | Medalla de plata   | 57 kg              |
| Campeonato Europeo |                     |                    |                    |
| Año                | Lugar               | Medalla            | Categoría          |
| 2014               | Vantaa (Finlandia)  | Medalla de bronce  | 55 kg              |
| 2016               | Riga (Letonia)      | Medalla de bronce  | 58 kg              |
| 2018               | Kaspisk (Rusia)     | Medalla de plata   | 59 kg              |
| 2020               | Roma (Italia)       | Medalla de oro     | 65 kg              |
| 2023               | Zagreb (Croacia)    | Medalla de oro     | 65 kg              |
| 2024               | Bucarest (Rumania)  | Medalla de bronce  | 68 kg              |